# NGC 5217
NGC 5217 (również PGC 47793 lub UGC 8546) – galaktyka eliptyczna (E), znajdująca się w gwiazdozbiorze Warkocza Bereniki. Odkrył ją John Herschel 7 maja 1826 roku. Jest zaliczana do radiogalaktyk.